# لودفيغ روبرت
لودفيغ روبرت (بالألمانية: Ernst Friedrich Ludwig Robert)‏ هو درامي ‏ ومترجم وكاتب ألماني، ولد في 16 ديسمبر 1778 في برلين في ألمانيا باسم ليبمان ليفين لعائلة يهودية ميسورة الحال، وهو شقيق راحيل فارنهاغن فون إنسي. كتب مسرحيات، بما في ذلك المأساة Die Macht der Verhältnisse (1819) التي تناولت مكانة اليهود في المجتمع. وتوفي في 5 يوليو 1832 عن عمر يناهز 53 عامًا في بادن بادن في ألمانيا .